# Tipula quadrimaculata
Tipula quadrimaculata är en tvåvingeart som beskrevs av Luigi Bellardi 1859. Tipula quadrimaculata ingår i släktet Tipula och familjen storharkrankar. Inga underarter finns listade i Catalogue of Life.